# Lebibo
Lebibo ist eine kleine, osttimoresische Siedlung im Suco Maubisse (Verwaltungsamt Maubisse, Gemeinde Ainaro). Sie liegt an der Ostgrenze der Aldeia Lequi-Tei auf einer Meereshöhe von 1300 m. Über eine kleine Straße ist es mit der Stadt Maubisse im Westen und dem Suco Edi im Osten verbunden.